# Singer/Picker/Writer
Singer/Picker/Writer es el primer y único álbum de estudio del músico estadounidense Dave Kirby. Fue publicado en enero de 1974 a través de Dot Records.

## Canciones
En 1967, Kirby y Glenn Martin escribieron “Is Anybody Goin' to San Antone”, pero no fue grabado ni lanzado hasta febrero de 1970, cuando el músico estadounidense Charley Pride lo llevó al número uno en las listas de sencillos country, donde permaneció durante dos semanas. En diciembre de 1973, Brian Shaw lanzó «Good Enough to Be Your Man» como sencillo y alcanzó el puesto número 62 en las listas de sencillos country.

## Recepción de la crítica
Un escritor no especificado de Billboard escribió: ”Kirby se ha consolidado durante mucho tiempo como uno de los escritores más destacados de Nashville. Ahora plasma sus propias composiciones (algunas coescritas) a través de su propio estilo, y los talentos se manifiestan. Es una nueva aventura para él, en forma de álbum, y tiene un atractivo íntimo”.

## Lista de canciones
Todas las canciones escritas y compuestas por Dave Kirby, excepto donde esta anotado. 
| Lado uno |                                                          |          |  |
| N.º      | Título                                                   | Duración |  |
| 1.       | «Is Anybody Goin' to San Antone» (Kirby, Glenn Martin)   | 2:25     |  |
| 2.       | «Sidewalks of Chicago»                                   | 3:02     |  |
| 3.       | «I Wish I Didn't Have to Miss You» (Kirby, Hank Cochran) | 2:00     |  |
| 4.       | «Better Off When I Was Hungry»                           | 1:59     |  |
| 5.       | «Good Enough to Be Your Man»                             | 2:10     |  |
| 6.       | «Alabama Sundown» (Kirby, Danny Morrison)                | 2:30     |  |

| Lado dos |                                                    |          |  |
| N.º      | Título                                             | Duración |  |
| 1.       | «Charleston Cotton Mill» (Kirby, Red Lane)         | 2:33     |  |
| 2.       | «Lila Is My Kind of Woman»                         | 2:58     |  |
| 3.       | «The Silence Is So Loud» (Kirby, Lane)             | 2:15     |  |
| 4.       | «So Long Train Whistle» (Kirby, Lew Quadling)      | 3:07     |  |
| 5.       | «Papa Ain't Goin' to Work On the Railroad No More» | 2:19     |  |